# ونرا-۴
ونرا-۴ (به روسی: Венера-4)، (به انگلیسی: Venera 4)، (به معنی ونوس ۴)، همچنین 1V (V-67) S / N ۳۱۰ هم خوانده شده، یک کاوشگر فضایی در برنامه فضایی  شوروی در پروژه ونرا برای اکتشاف زهره (ناهید) بود.
ونرا-۴ نخستین کاوشگری بود که موفق به انجام-در-محلِ تجزیه‌وتحلیل محیط یک سیاره دیگر شد. این فرودگر همچنین ممکن است که اولین کاوشگری باشد که از زمین به یک سیارهٔ دیگر رسیده‌باشد؛ با توجه به این‌که سرنوشت سلف او (ونرا ۳) تاکنون روشن نشده‌است.ونرا-۴ نخستین تجزیه‌وتحلیل شیمیایی جو زهره را ارائه داد، و نشان داد که اتمسفر آن در درجهٔ اول از دی اکسید کربن با چند درصد از نیتروژن و زیر یک درصد از اکسیژن و بخار آب تشکیل شده‌است. این کاوشگر یک میدان مغناطیسی ضعیف و بدون میدان تابش را برای ناهید شناسایی کرد؛ و نشان داد که لایهٔ بیرونی جوّ دارای هیدروژن بسیار کم و بدون اتم اکسیژن است. کاوشگر ونرا-۴ نخستین اندازه‌گیری مستقیم در اثبات بسیار داغ بودن زهره، و این‌که فضای آن به مراتب چگال‌تر از حد انتظار بود، و نیز این‌که سیاره از مدت‌ها پیش آب خود را از دست داده‌است، بود.

## دستاوردها
برای نخستین بار، تجزیه‌وتحلیل درجا از جوّ یک سیارهٔ دیگر انجام شد و داده‌ها به زمین فرستاده شدند. این تجزیه‌وتحلیل‌ها شامل ترکیب شیمیایی، دما وفشار بودند. اعلام نسبت اندازه‌گیری شدهٔ دی اکسید کربن به نیتروژن (ازت) در حدود ۱۳، که با برآورد قبلی بسیار متفاوت بود (یک نسبت معکوس بنا بر انتظار برخی محافل) تا آنجا که برخی از دانشمندان مشاهدات را رد کردند. ایستگاه اصلی شناسایی بدون کمربند تابش بودن زهره را اعلام کرد؛ نسبت به زمین، میدان مغناطیسی اندازه‌گیری شده ۳۰۰۰ بار ضعیف‌تر بود، و تاج هیدروژن ۱٬۰۰۰ بار تراکم کمتری داشت. همچنین سیاره بدون اکسیژن اتمی تشخیص داده شد. تمام داده‌ها نشان می‌دهند که آب، در صورت وجود پیشین، در مدتی بسیار طولانی در گذشته به بیرون از سیاره نشر کرده‌است. این نتیجه نیز؛ با توجه به ضخامت ابرهایی که زهره را احاطه کرده‌اند، غیرمنتظره بود.
از آنجا که وجود رطوبت در زهره قابل چشم‌پوشی است، سیستم‌هایی که بر مبنای احتمال فرود در آب در ساختار ونرا-۴ به کار رفته‌بود، پس از آن از کاوش‌گرها برای مأموریت‌های زهره حذف شدند.
نتیجهٔ این مأموریت «موفقیت کامل»؛ به ویژه با توجه به چند شکست پیشین کاوش‌گرهای ونرا در نظر گرفته شد. هرچند که طراحی ونرا-۴ امکان انتقال داده‌ها را پس از فرود داشت، کاوش‌گرهای ونرا ۳ تا ۶ برای مقاومت در برابر فشار اتمسفر در سطح زهره ساخته نشده‌بودند. اولین فرود موفقیت‌آمیز بر روی ناهید توسط ونرا ۷ در سال ۱۹۷۰ به دست آمد.